# Jerry O'Connell
Michael Jeremiah O'Connell (New York, 17 februari 1974) is een Amerikaans acteur. Hij is de oudere broer van acteur Charlie O'Connell.
O'Connell begon zijn carrière door in verschillende commercials te spelen. Toen hij twaalf jaar oud was, was hij te zien als Vern Tessio, een van de vier hoofdrollen van de film Stand by Me. Twee jaar later speelde hij in de televisieserie My Secret Identity, die in Nederland door het toenmalige RTL-Veronique werd uitgezonden.
In 1995 kreeg hij een rol in de televisieserie Sliders. Deze werd na vijf seizoenen stopgezet. Vanaf de eind jaren 90 speelt hij vooral in films die ook in de bioscoop te zien zijn, en sinds 5 mei 2008 hij op Comedy Central te zien in de televisieserie Carpoolers.
O'Connell trouwde op 14 juli 2007 met actrice Rebecca Romijn. Het paar kreeg op 28 december 2008 een tweeling.